# 烏克蘭交通
烏克蘭交通包括了烏克蘭國內的陸運、水運、空運和管線交通。烏克蘭的交通產業佔烏克蘭經濟總量的11%，提供了烏克蘭7%的僱傭。烏克蘭得天獨厚的地理位置使得烏克蘭是一個交通要道，許多重要的交通路線都途徑烏克蘭。但現在烏克蘭的交通狀況只能滿足烏克蘭國內的基本需求，潛能並未得到充分發揮。烏克蘭的許多交通基礎設施陳舊，交通和物流技術發展滯後，使得烏克蘭的交通產業缺乏競爭力，交通成本也非常高。烏克蘭國內的鐵路由烏克蘭鐵路運營。烏克蘭航空產業發展很快，並且已經和一些西方國家實現免簽。2012年足球歐錦賽也使得烏克蘭的航空產業得到開發。現在烏克蘭有頓涅茨克、利沃夫和基輔-波里斯皮爾三大主要機場。